# Удалённое управление
Управляемые услуги (англ. managed services) — практика передачи постоянных видов деятельности менеджмента за пределы организации. Термин является близким по значению к слову «аутсорсинг».
Человек или организация, которые владеют или напрямую отвечают за управляемую организацию или систему, именуются клиент или заказчик. Человек или организация, которые осуществляют удалённо управляемую услугу является поставщиком услуг.
Обычно клиент остаётся ответственным за функционирование и работы удалённо управляемой услуги и не отказывается от общей управленческой ответственности за передаваемую в управление организацию или систему.

## Распространённые услуги, передаваемые в удалённое управление
К распространённым услугам, которые передаются в удалённое управление, относятся:
- Транспортные услуги
  - Автомобильные дороги
  - Железные дороги
- Почтовые услуги
- Водоснабжение
- Электроснабжение
- Услуги ИТ
- Коммуникационные услуги
  - Интернет
  - Телефон
- СМИ.

## Преимущества удалённого управления услугами
Удалённое управление услугами предполагает любые проактивные услуги, которые предоставляются удалённо и заранее оплачивается на постоянной основе.

### Преимущества для поставщика
- Не требуют физического пребывания в компании-клиенте: экономия времени на дорогу к клиенту, большая гибкость в распределении времени в своём офисе (если для завершения какой-либо операции требуется время, но не дополнительные действия, в это время можно обслуживать других клиентов)
- Гибкость в выборе конкретного исполнителя

### Преимущества для владельца (клиента)
- Больше времени на стратегию
- «Профилактика, а не лечение»